# Бабанку
Елвіш Мануел Монтейру Македу (порт. Elvis Manuel Monteiro Macedo), більш відомий за прізвиськом Бабанку (порт. Babanco, нар. 27 липня 1985, Прая) — кабовердійський футболіст, півзахисник клубу «Ешторіл Прая» і національної збірної Кабо-Верде.

## Клубна кар'єра
У дорослому футболі дебютував 2004 року виступами за команду клубу «Спортінг» (Прая), в якій провів п'ять сезонів. Згодом ще один сезон відіграв на батьківщині за «Боавішта» (Прая), після чого перебрався до Португалії, де з 2010 по 2013 рік грав у складі команд клубів , «Ароука» та «Ольяненсі».
До складу клубу «Ешторіл Прая» приєднався 2013 року. Відтоді встиг відіграти за клуб Ешторіла 26 матчів в національному чемпіонаті.

## Виступи за збірну
У 2008 році дебютував в офіційних матчах у складі національної збірної Кабо-Верде. Наразі провів у формі головної команди країни 40 матчів, забивши 3 голи.
У складі збірної був учасником Кубка африканських націй 2013 року у ПАР, Кубка африканських націй 2015 року в Екваторіальній Гвінеї.